# イノンド
イノンド（蒔蘿; 学名: Anethum graveolens）は、セリ科イノンド属の一年草または二年草。英語由来のディル (英: dill) の名でもよばれる。伝統的に使われているハーブの一種として知られ、種子や葉を香味料や生薬として用いる。魚料理との相性がよく、マリネやドレッシング、スープなど幅広く料理に利用され、種子は軽い辛みがあり、スパイスやピクルス液などに使われる。
リンネの『植物の種』(1753年) で記載された植物の一つである（参照: #分類）。

## 名称
和名のイノンドの語源は、スペイン語名の eneldo, hinojo hediondo、あるいはポルトガル語名の endro が転化したものと考えられている。また、イノンドは同じセリ科のキャラウェイと同じく「ヒメウイキョウ」（姫茴香）とよばれることがある。
英語名ディルは、古ノルド語（古代バイキング語）で「和らげる」「なだめる」という意味のディラ (dylla) に由来し、古くから西洋では乳幼児の夜泣きやコリック（仙痛）、しゃっくり止めの治療に使われていた。

## 分類
イノンドは#歴史で触れるように古くから人類に知られていた植物であり、近代植物学における分類法の基礎となったカール・フォン・リンネの『植物の種』(1753年) で記載されることとなる。なお、この時同時にウイキョウ（フェンネル）もイノンドと同属の Anethum foeniculum として記載されたが、これは後に別属に分けるにあたって新たに Foeniculum vulgare の学名が与えられた。イノンド属 (Anethum) に属する種としてはほかに1936年に新種記載され、モーリタニア北部のみに自生する Anethum theurkauffii Maire が存在する。イノンドはまれにカワラボウフウ属 (Peucedanum) に分類されることもある。

## 特徴
南ヨーロッパ、地中海沿岸、イラン、西南アジアから中央アジアが原産。現在は世界中に広がって、ヨーロッパ、南北アメリカ、アジア、北欧で帰化している。
耐寒性の一年草、または二年草。全体に特有の芳香があり、香りの主成分であるカルボンの他に、リモネン、ピネン、ジペンテン、フェランドレンを含む。
草丈は約60 - 150センチメートル (cm) になり、左右には30 cmほど広がる。細い茎には細かく裂開した柔らかな葉が互生する。葉は数回羽状に枝分かれして糸のように細く、葉柄は茎を包んでいる。成長した葉は長さ10 - 20 cm、幅1 - 2ミリメートル (mm) ほどとなる。夏場の8月頃に、枝先に白か黄色の小さな花を傘状に咲かせ、2 - 9 cmほどの小さな繖形花序をつくる。花には、かすかなミントのような香りがある。
秋の10月頃、良い香りがある楕円形で扁平な果実を結び、種子は長さ4 - 5 mm、厚さ1 mmほどで、直線またはやや湾曲した形をしており、表面は縦方向に波状のうねりをもつ。正面の5本入る黒い線は、2本だけが太い。種子は重量は非常に軽く、1万粒集めてもわずか25グラムほどである。

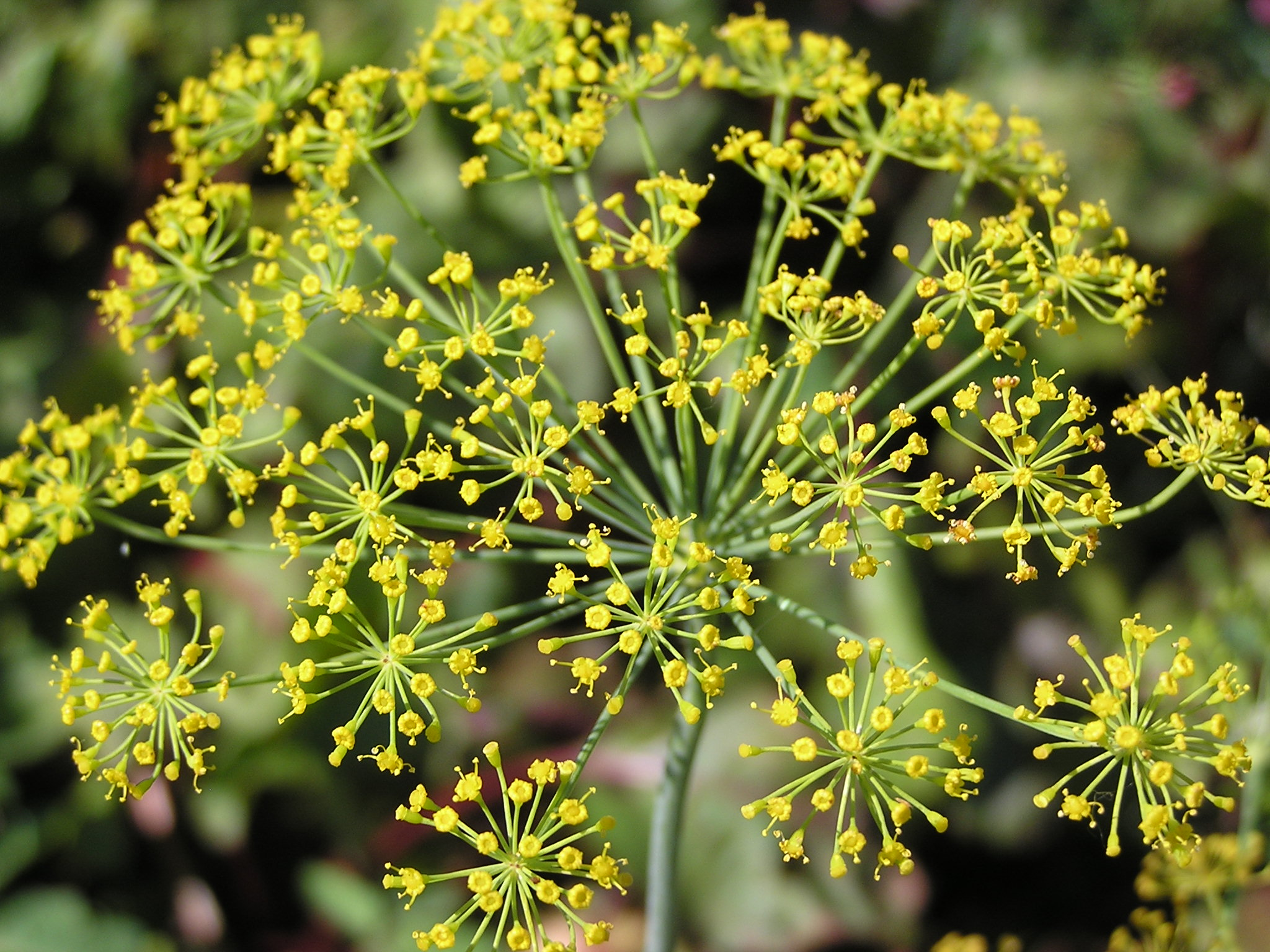
花
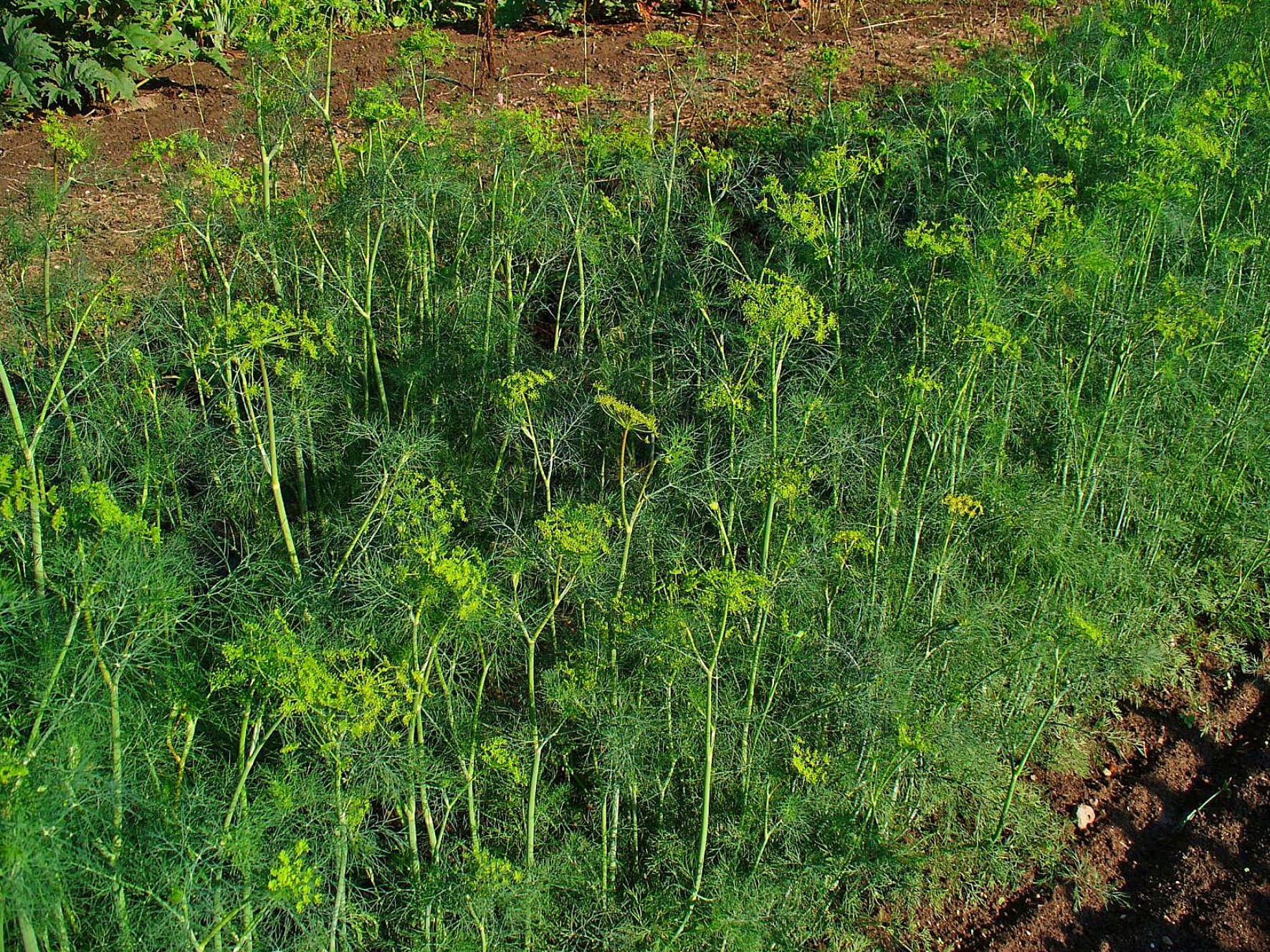
生育状態
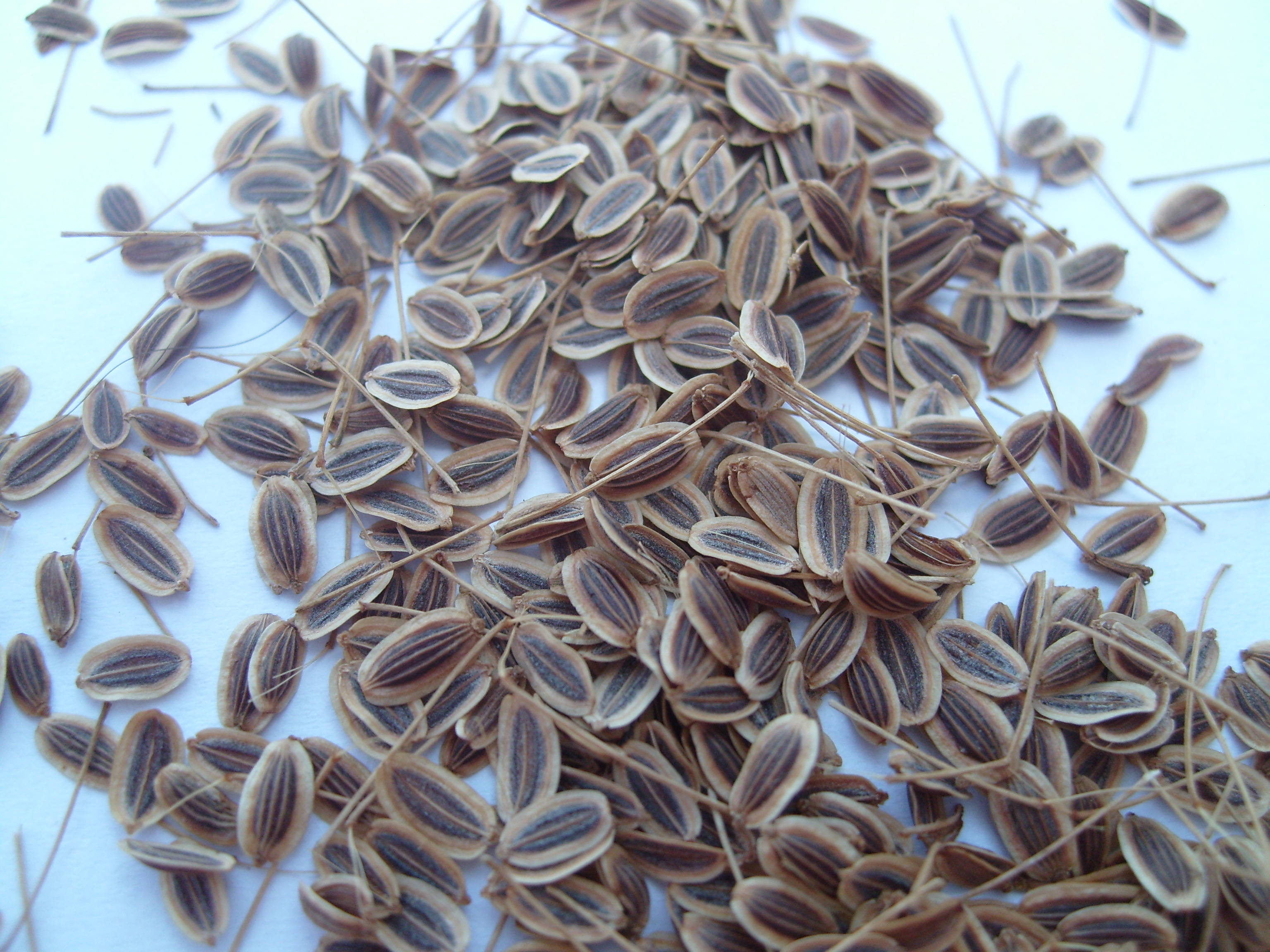
種子のように見える果実
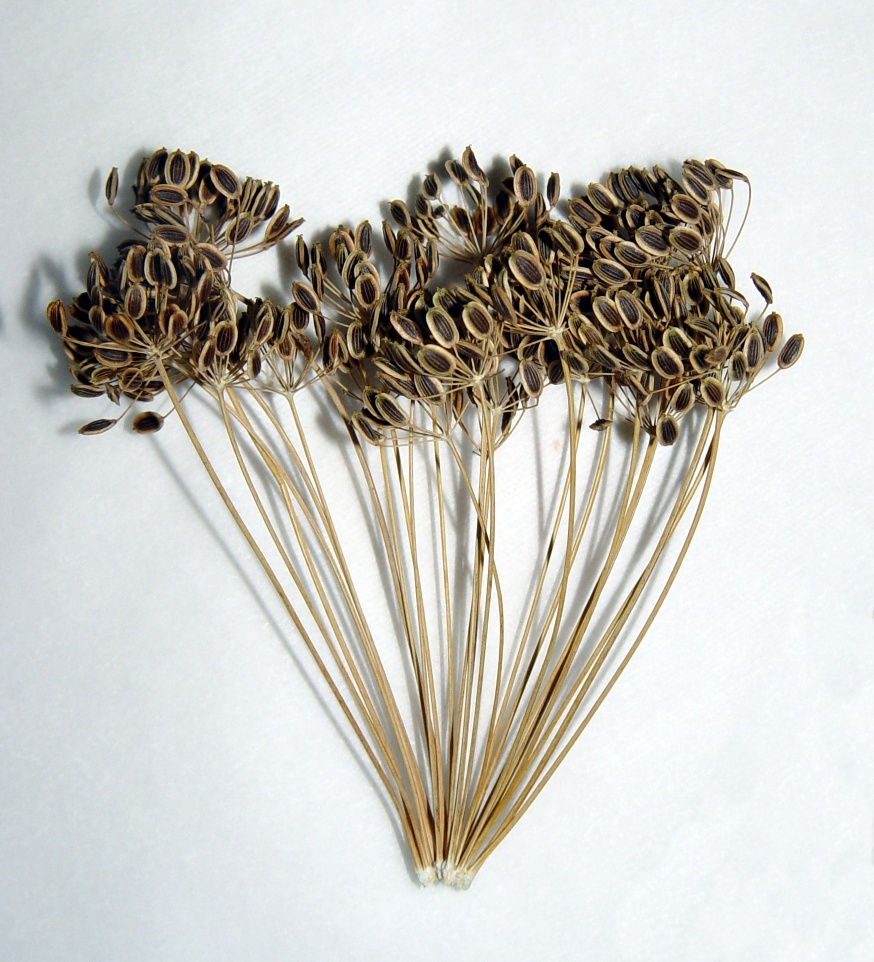
果実
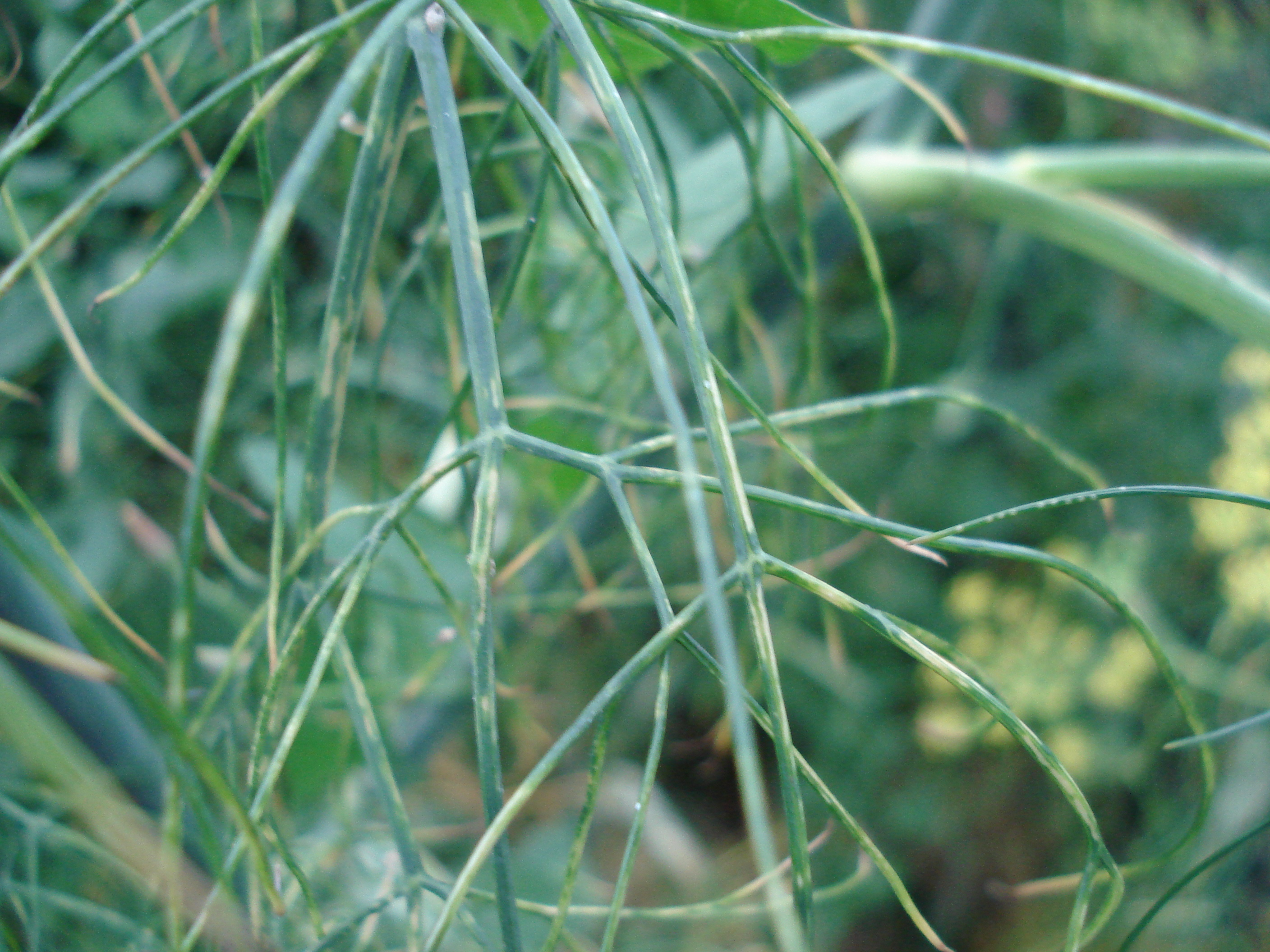
葉

## 歴史

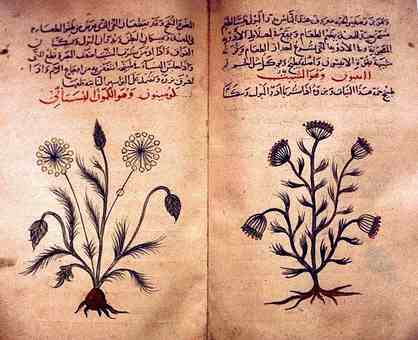
アラビア語の生薬の書籍。クミンとディル。1334年頃。

ディルの歴史は古く、5000年以上も前から使われていたことが記録に残っており、消化不良を治療する薬草として高く評価され、ヨーロッパ・北アフリカ・アジアで栽培されてきた。5000年前にはエジプトの医師に使用されているうえ、イギリスにあるローマ時代の廃墟からもその痕跡が見つかっている。古代ローマ人は、ディルの精油から強壮剤を作り、ディルをアネット (aneth) と呼んで富の象徴と考えていた。セム系言語では shubit, shabat, shevet などと呼ばれており、タルムードには十分の一税をイノンドの種子、葉、または茎で支払うことと命じた箇所がある。また、新約聖書にはパリサイ人がイノンドで税を支払っていたことを記述する場面がある（「マタイによる福音書」23章23節）。
1世紀のローマ人たちの間では、ディルが幸運をもたらすものだと信じられており、ディルで冠やリースを作り、剣闘士は戦闘前の自身の肌に刷り込んでいた。神聖ローマ帝国初代皇帝であるカール大帝は、祝祭の晩餐会の席で、濃厚な食事の後の不快な症状を和らげさせるために、客人にディルを配ったと伝えられる。12世紀のベネディクト会女子修道院長を務めたヒルデガルト・フォン・ビンゲンは、医学と博学に関する医学事典 “Physica”（自然学）と “Causae et Curae”（病因と治療）の中でディルについて言及をした。また、中世には魔術よけに利用され、魔女を遠ざける力があるという迷信も言い伝えられてきた。現代では、煎じ薬の原料として使われるようになった。

## 栽培
栽培には熱い夏と高い日射量を必要とし、日光不足になると発育が悪い。日当たりが良く、肥沃で水はけの良い土地を好む。フェンネルとは交雑しやすいため、繁殖用に種子を目的として栽培するものは、質の悪いものができるのを防止するために、互いに近くで栽培するべきではない。
直根性で移植を嫌う性質があるので、露地やプランター・植木鉢などに直まきする。春先に種をまいて15℃程に保つと、おおよそ5 - 20日後には発芽する。晩春の夜間の気温が7℃よりも下がらなくなってきたら、新しく耕した野外に直播してもよい。発芽後は、生長具合を見て約20 - 30センチメートル (cm) 間隔に間引きを行う。株が大きく育つことから、草丈が20 cm前後に生長したら支柱立てや株元への土寄せを行ない、株が倒れるのを防ぐ。夏場は乾燥しないように注意を要する。耐寒性があるので冬越しも可能だが、霜には注意が必要である。
収穫期は夏（7月 - 9月中旬）で、高さ30 cmほどになったら、先端15 - 20 cmぐらいの葉を摘み取るか、株ごと刈り取って収穫する。夏に花が咲き、結実したら種子が収穫できる。種を収穫するときは、種が茶色に熟成しはじめたら花頭を茎から切り取り、紙袋に入れてよく乾燥させる。種は濃い色付きビンなどの密閉容器に入れて保存する。種子は3年から10年は生育可能である。

## 利用
茎、葉、花、果実が使われ、観賞・料理・ティー・クラフト・浴用に利用される。古くからヨーロッパで愛されてきたハーブで、肉料理のほか、スモークサーモンやニシンなどの魚料理との相性が良く「魚のハーブ」の異名をもつ。キャラウェイに似た香りと鋭い辛味は香辛料として、葉や種子がスープやシチュー、サラダ、ピクルス、ケーキなど料理に幅広く利用される。また、精油に含まれるリモネンやカルボン由来の香りは、神経を落ち着かせ、消化器系の機能を助けると言われている。栄養的には、カルシウムが豊富で、ビタミンA・ビタミンC、食物繊維、鉄、マグネシウムなどの栄養素を有効に含んでいる。

### 薬草
茎葉に含まれるモノテルペンやフラボノイドなどの化合物には、抗酸化作用があるほか、病気の予防や健康増進などの作用がある。また茎葉に含まれる精油は、紙巻きタバコなどに含まれるベンゾピレンなどの発がん性物質を中和でき、細菌の増殖を抑制する効果もある。カイロ大学の糖尿病研究によると、オイゲノールの存在によりディルが血糖値を下げてインスリン値を正常化し、膵臓機能を助けることがわかっている。
果実には精油3 - 4%、脂肪酸を約18%含んでいる。精油の成分は、主にカルボン40 - 60%と、リモネンなどである。この精油は、口腔内の粘膜を刺激して痰の排出をよくする作用と、味覚神経を刺激して唾液や胃液の分泌を促し、消化を助ける作用などがある。また、腸内での発酵を抑制して、ガスを排出させる作用もあり、全体として健胃や腸内ガスの排出を促す薬として用いられている。消化吸収の働きを助ける効果の他にも、母乳の出もよくする作用もあるといわれている。
8 - 9月ころ、果実を採取して陰干ししたものが生薬となり、蒔蘿子（じらし）または、ディル・シーズと呼んでいる。食べ過ぎや飲み過ぎ、食欲不振、胃もたれにディル・シーズ数粒をよく噛んで飲み込むか、紅茶に入れて飲むとよいとされる。また直接噛むことは、口臭消しに役立つとされている。西洋では、種子を煎じたものはハーブティーなどにして、小児の疳の虫を鎮めたり、成人の腹部の張り、胃痛、消化不良を緩和するのに使われる。9 - 10月頃に、果実収穫後の茎葉を刈り取ったものを陰干ししたものは浴湯料に用いられ、身体を温めて疲労回復に役立つ。

### 香味料
シダ状の葉にはキャラウェイのような芳香があり、若葉はディルウィードと呼ばれている。香草として、ドレッシングオイルやビネガーに漬けたり、サラダ、ピクルス、サケやマスなどの魚料理に加えることが多い。ただし、イノンドの葉は乾燥するとすぐに香りが失われてしまうため、新鮮なうちに使用する必要がある。葉に含まれる精油成分のカルボンやリモネンの働きにより、食欲増進、消化促進に効果的だといわれている。
果実（種）はディルシードとよばれ、ディルウィードよりも強い柑橘系の香りと甘みとほろ苦味を併せ持ち、スパイスとしてカレーやピクルス（ディル・ピクルス）などに使用する。味は穏やかであるが、あとから辛味が残る。見た目や風味はキャラウェイの種子に似ており、スカンジナビアやドイツ料理の特徴的な味の源となっている。
ジャガイモ料理、ピクルスの漬け汁、サラダドレッシング、ビネガー、ソースなどには、ディルウィードとディルシードの両方が使われることも少なくない。
イノンドを含め、セリ科の香辛料は混同や混乱が多い。韓国市場での蒔蘿子はフェンネルであることが多く、中国浙江省では蒔蘿子の名でドクゼリの種子が取引されていた。また、ヨーロッパ向けに輸出されているインド産のディルはキャラウェイの代用品とされている。

### 料理
北欧、中央ヨーロッパ、北米、北アフリカ、ロシア、インドの料理に使われている。使われる料理は幅広く、野菜料理、ポテトサラダ、ザワークラウト、ジャーマンローストポーク、キャベツ料理、シチュー、スープ、アップルパイ、チャツネ、パンの香りづけに使われる。ビネガー（酢）にも良く合い、ディルの花で漬け込んだキュウリのピクルスは、ディルピクルスとよばれている。
北欧ではマリネなどのサーモン料理には欠かせないハーブである。中東ではファトーシュなどの冷菜の味を引き立てるために使われ、東南アジアのベトナム・タイ・ラオスではココナッツミルクベースの魚のカレーにも加えられる。イランでは米料理に使われる。インドや欧米では料理用の野菜として活用されている。ロシアでは若い生葉を細かく刻んで、ゆでたジャガイモにふりかける。

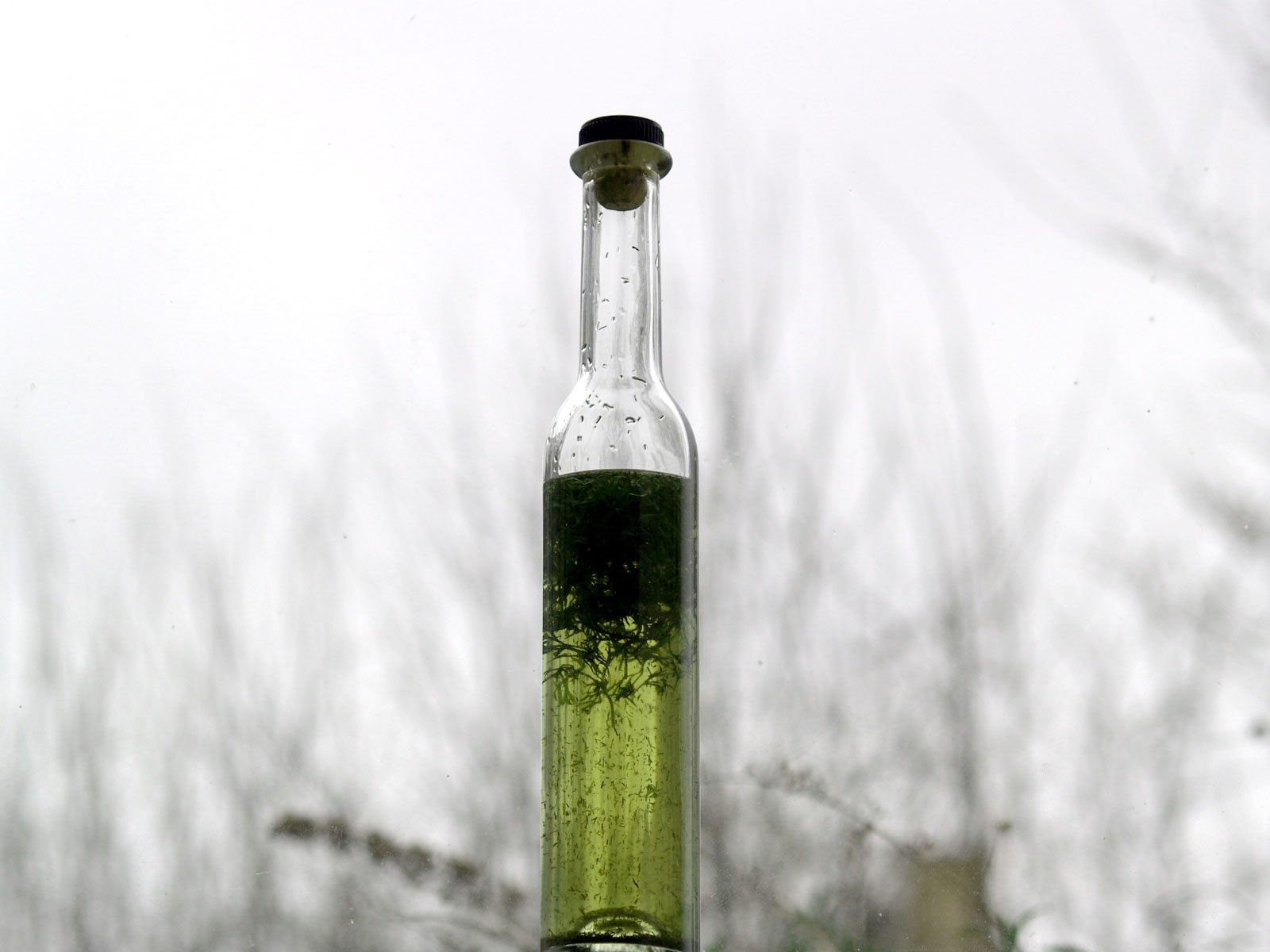
ディルを使ったアクアビット
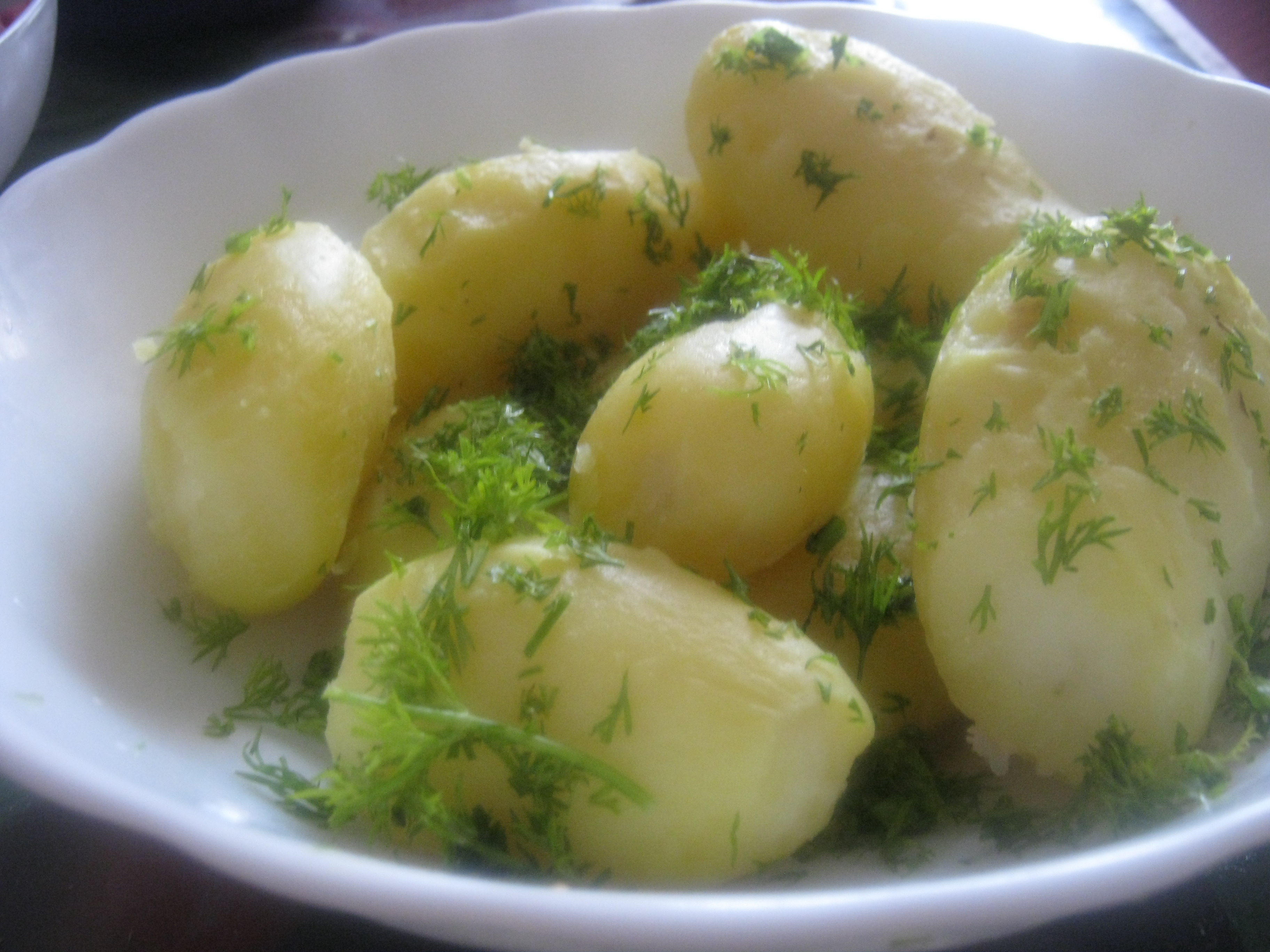
ジャガイモのディルまぶし
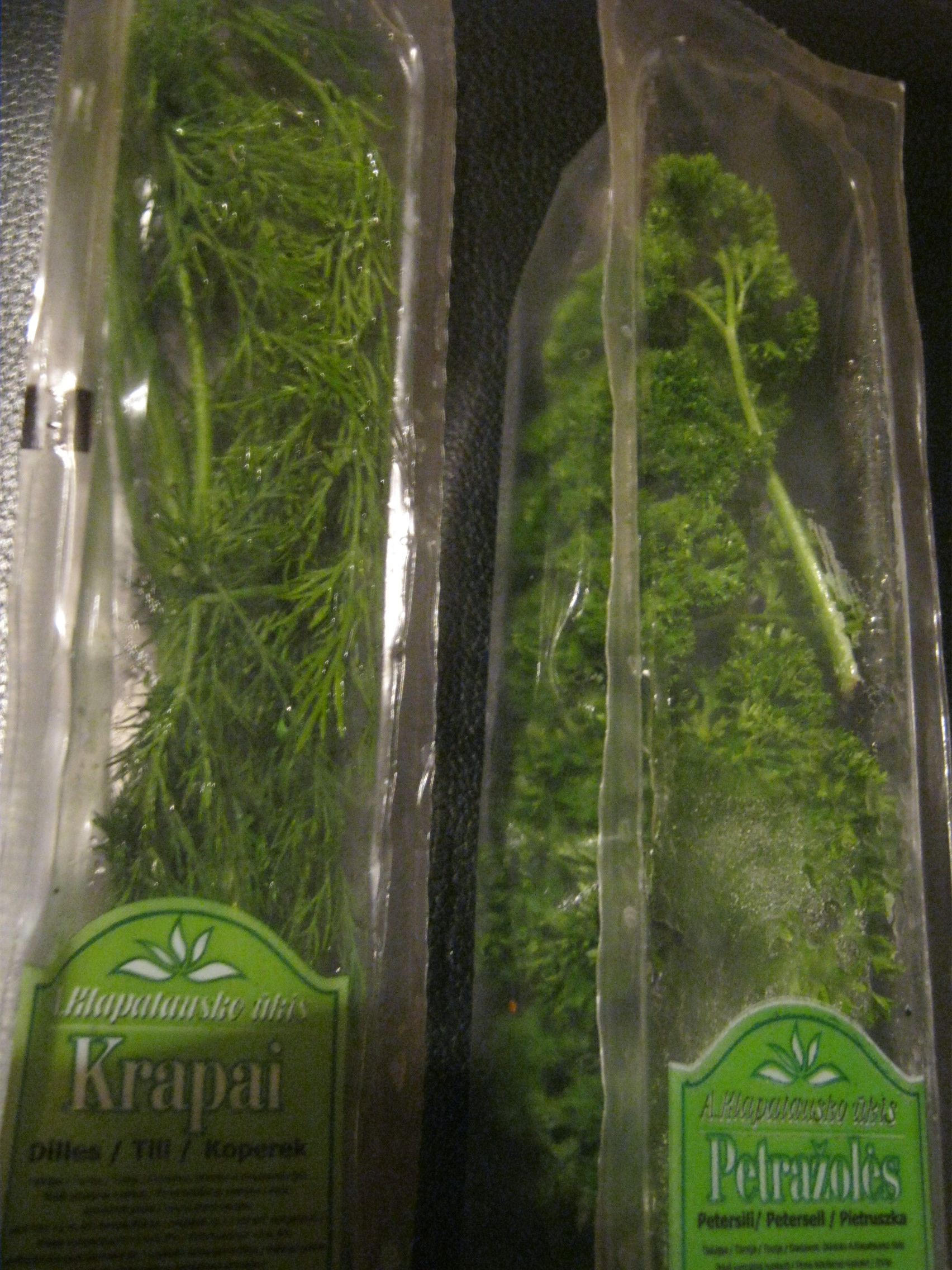
リトアニアでパセリ（右）と並んで売られるディル
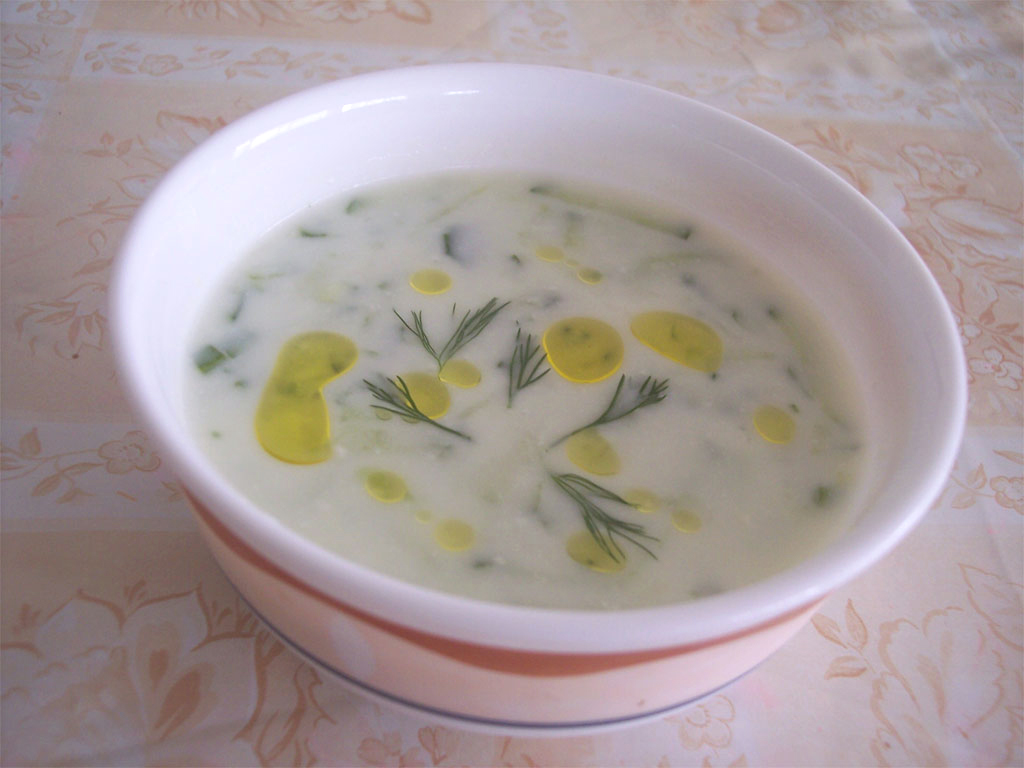
トルコ料理のジャジュク (cacık)[注釈 1]
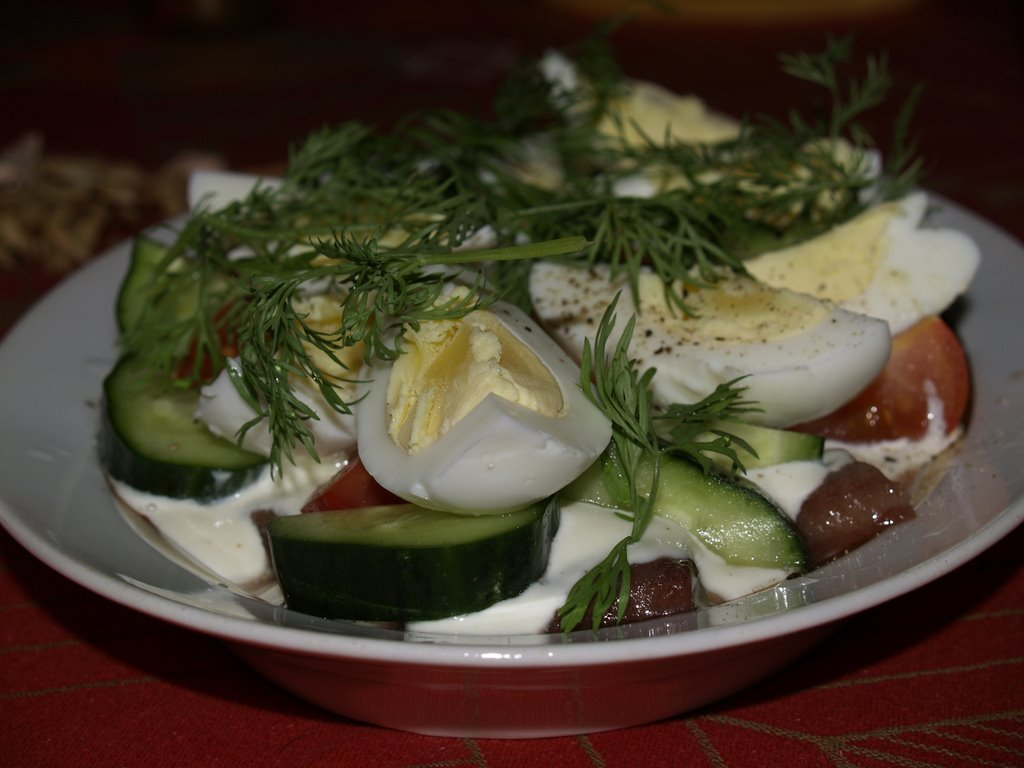
デンマークのニシンのサラダ。マヨネーズでディルの葉があしらってある。
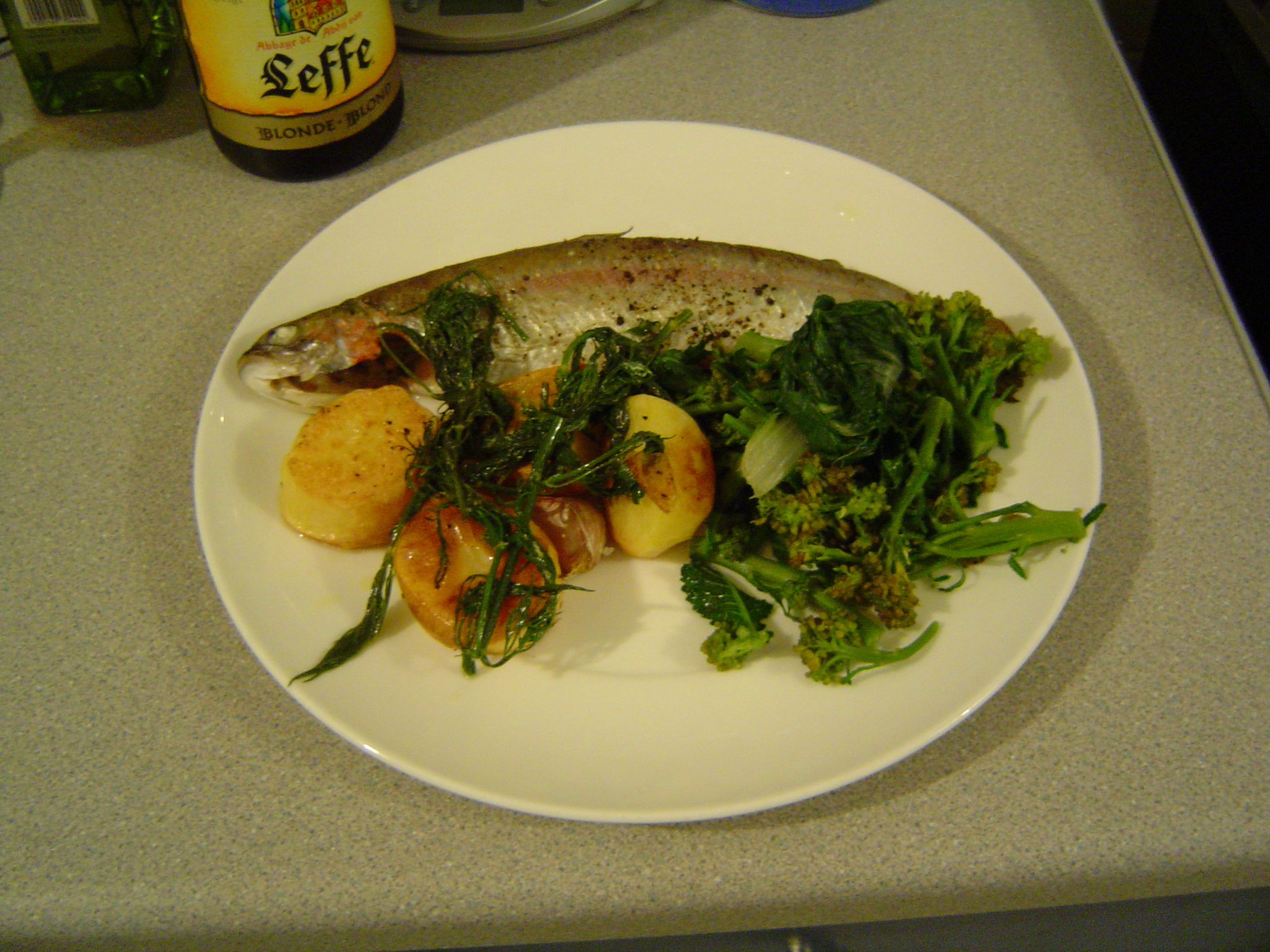
マスの塩焼き。ブロッコリー（右）とディル、ジャガイモ添え。

### 芳香
ディルから採った精油は爽やかでピリッとした芳香を放ち、アロマテラピーに役立てられている。ディル精油を使ったアロマテラピーでは、消化器系や肝臓の不調、気管支疾患、頭痛の治療、血行の改善に使われる。カモミールと合わせると、神経系に対してより高い鎮静効果を発揮するといわれている。ディル精油はナツメグや柑橘系の精油との組み合わせの相性も良く、腹部や足の裏に部分的に塗ることもできる。